# War Is a Racket
War Is a Racket (Válka je kšeft) je kratší pojednání bývalého generálmajora Námořní pěchoty Spojených států amerických Smedleyho Darlingtona Butlera z roku 1935, ve které spekuluje, jak obchodní společnosti vydělávají z válek. Butler poukazuje na řadu příkladů, většinou z I. světové války, kde průmyslníci, jejichž operace byly subvencovány ze státního rozpočtu, byli schopni generovat enormní zisky, přirozeně odvozené z lidského utrpení.

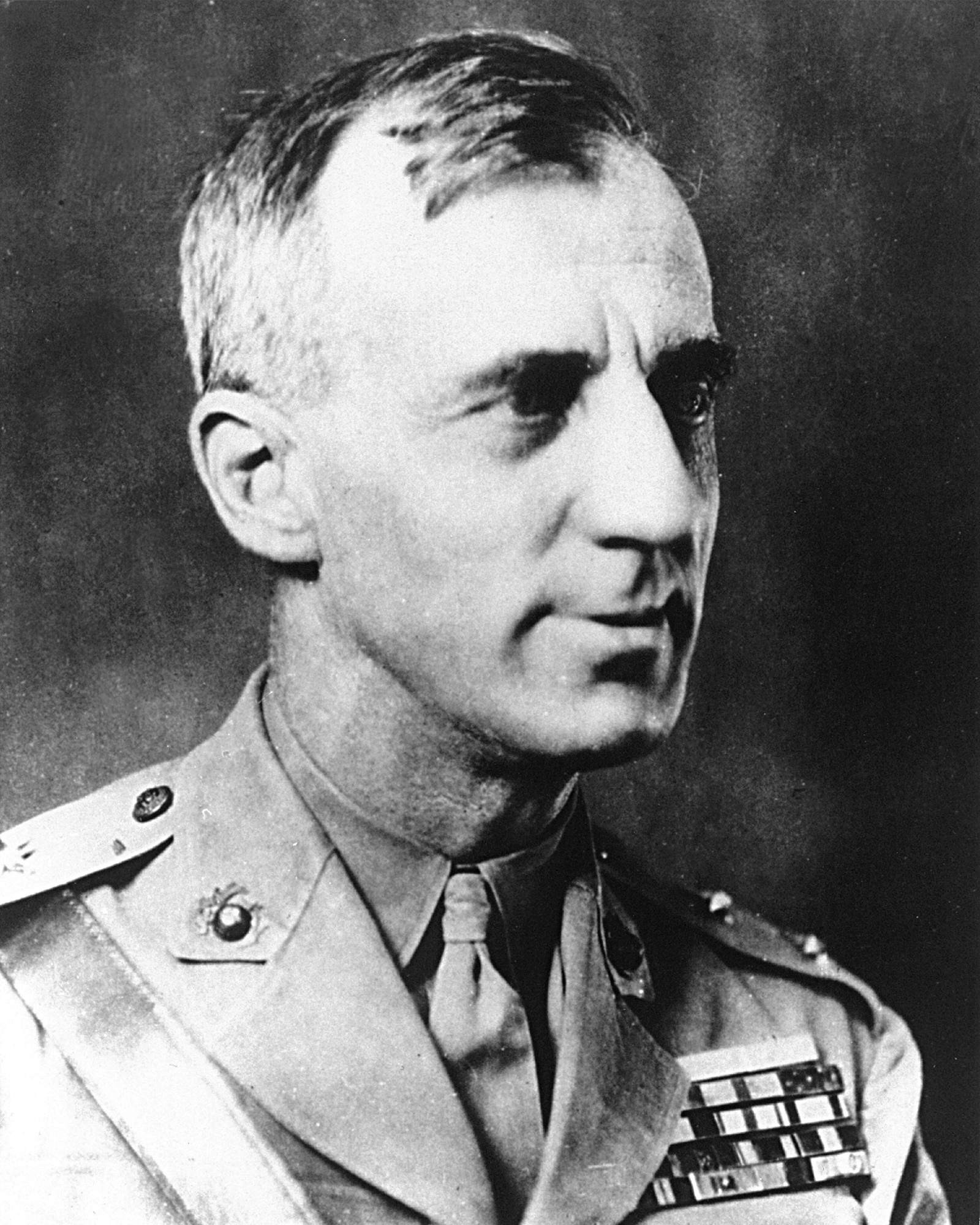
maj.gen. Smedley Butler, autor knihy

Jeho práce je rozdělena do pěti kapitol:
1. Válka je kšeft
2. Kdo vykazuje zisky?
3. Kdo to platí?
4. Jak s tímto kšeftem zatočit!
5. K čertu s válkou!

a obsahuje toto shrnutí:
| „ | Válka je kšeft. Vždy jím byla. Je možná nejstarší, nejziskovější, určitě nemorální. A jediný mezinárodní ve svém měřítku. Jediným, ve kterém se zisky přepočítávají v dolarech a ztráty v lidských životech. Kšeft je podle mě nejlépe popsán jako něco, co není to, zač to považuje většina lidí. Jen malá ,vnitřní’ skupina ví, o čem to je. Je vedena ve prospěch velmi mála, na úkor velmi mnoha. Z války vydělá spousty peněz hrstka lidí. | “ |